# Марр, Карл фон
Карл Марр, с 1912 года фон Марр (нем. Carl von Marr; 14 февраля 1858, Милуоки — 10 июля 1936, Мюнхен) — американо-германский художник. Сын гравера Джона Марра (1831—1921).

## Биография
Учился в Веймаре, Берлине и наконец в Мюнхене, в том числе у Отто Зайтца. Уже первая мюнхенская работа Марра, «Агасфер, вечный жид», была удостоена награды, в дальнейшем золотые медали мюнхенских выставок получали полотна Марра «Флагелланты» (1890) и «Летний полдень» (1892).
С 1893 года Марр преподавал в Мюнхенской академии художеств, в 1919—1923 гг. её директор. Среди его учеников, в частности, Уильям Оберхардт и Эдуард Потхаст.
Марру был поставлен диагноз «рак» в 1934 году.